# The Mirror Conspiracy
The Mirror Conspiracy è il secondo album discografico del gruppo musicale statunitense Thievery Corporation, pubblicato nel 2000.

## Tracce
1. Treasures – 2:24 (feat. Brother Jack)
2. Le Monde – 3:11 (feat. Lou Lou)
3. Indra – 5:22
4. Lebanese Blonde – 4:48 (feat. Pam Bricker)
5. Focus on Sight – 3:47 (feat. See-I)
6. Air Batucada – 4:46 (feat. Pam Bricker)
7. Só com você – 2:47 (feat. Bebel Gilberto)
8. Samba Tranquille – 3:06
9. Shadows of Ourselves – 3:37 (feat. Lou Lou)
10. The Hong Kong Triad – 3:01
11. Illumination – 4:38
12. The Mirror Conspiracy – 3:45 (feat. Pam Bricker)
13. Tomorrow – 3:43
14. Bario Alto – 3:54 (Bonus track 2006)
15. Guide for I and I – 3:58 (Bonus track 2006, feat. Plejah)